# Frederick Leckie
Frederick Alexander Leckie (Dundee, 26 de março de 1929 — Nova Iorque, 14 de junho de 2013) foi um engenheiro britânico.
Graduado em engenharia pela Universidade de St Andrews em 1949. Foi em seguida trabalhar em Londres na firma Mott, Hay and Anderson, prestando serviço militar de 1951 a 1954 na Royal Air Force. Em seguida foi para os Estados Unidos, onde obteve o mestrado em 1955 e o doutorado em 1958 em engenharia mecânica na Universidade Stanford.